# Єгорівка (Новоукраїнський район)
Єго́рівка — село в Україні, у Новоукраїнській міській територіальній громаді Новоукраїнського району Кіровоградської області. Населення становить 153 особи.
Уродженкою села є доктор філологічних наук, лауреат Державної премії СРСР Скрипник Лариса Григорівна (1921-2004).

## Населення
Згідно з переписом УРСР 1989 року чисельність наявного населення села становила 139 осіб, з яких 63 чоловіки та 76 жінок.
За переписом населення України 2001 року в селі мешкали 153 особи.

### Мова
Розподіл населення за рідною мовою за даними перепису 2001 року:
| Мова       | Відсоток |
| ---------- | -------- |
| українська | 94,12 %  |
| молдовська | 3,92 %   |
| російська  | 1,96 %   |